# Påtjujaure
Påtjujaure är en sjö i Kiruna kommun i Lappland och ingår i Torneälvens huvudavrinningsområde. Sjön har en area på 0,441 kvadratkilometer och ligger 801,6 meter över havet. Påtjujaure ligger i Abisko Natura 2000-område.